# سرعة الزمرة

إن سرعة الزمرة (ملاحظة 1) لموجة هي السرعة التي ينتشر بها شكل منحنى التغير في قيمة سعة الموجة عبر الفراغ.
على سبيل المثال، عند إلقاء حجر وسط بركة ماء ساكنة، سينتج لدينا على سطح الماء نمط دائري من الأمواج ذات مركز ساكن يُعرف أيضًا باسم «مويجة» أو تموُّج. تكون زمرة الموجة في هذه الحالة هي حلقة الأمواج الآخذه في الاتساع، والتي يمكن لنا من خلالها التمييز بين المُويجات الفردية ذات الأطوال الموجية المختلفة التي تسافر بسرعات مختلفة. تسافر الموجات الأقصر أسرع من الزمرة ككل، ولكن تتضاءل سعاتها مع اقترابها من الحافة الأمامية للزمرة. تسافر الموجات الأطول بسرعة أبطأ، وتتضاءل سعاتها مع ابتعادها عن الحدود الطرفية للزمرة.

## الشرح والتعريف

### التعريف الرياضي
تعرف سرعة الزمرة vg رياضياً بالمعادلة:
{\displaystyle v_{g}\ \equiv \ {\frac {\partial \omega }{\partial k}}\,}
حيث
- ω هو التردد الزاوي (راديان/الثانية)
- k هو عدد الموجة (راديان/متر)

بالمقابل فإن سرعة الطور تعطى بالمعادلة"
vp = ω/k
تُعرف الدالة ω(k) والتي تُعطي ω كدالة ل k ب«علاقة التشتت».
إذا كانت ω تتناسب طردًا مع k، تكون سرعة الزمرة مساوية تمامًا لسرعة الطور. يمكن للموجة أيًّا كان شكلها السفر بهذه السرعة دون تشتت.
إذا كانت ω تحويلًا خطيًا ل k، ولكن غير متناسبان طرديًا، (ω = ak + b)، تختلف سرعة الزمرة عن سرعة الطور. سيسافر منحنى التغير في قيمة الحزمة الموجية بسرعة الحزمة، بينما ستنتقل قمم وقيعان المنحنى بسرعة الطور.
إذا لم ω تحويلًا خطيًا ل k، سيتشتت منحنى التغير في قيمة الحزمة الموجية خلال انتقاله. بما أن الحزمة الموجية تحوي طيفًا من مختلف الترددات الموجية (وبالتالي قيم مختلفة ل k)، ستختلف سرعة الزمرة ∂ω/∂k باختلاف قيمة k. وبالتالي، لا يسير منحنى التغير في قيمة الحزمة الموجية بسرعة ثابتة، ولكن ستنتقل عناصر عدده الموجي k بسرعات مختلفة، مشتتةً منحنى التغير في قيمة الحزمة الموجية. في حال كان لدى لدى الحزمة الموجية نطاق ضيق من الترددات، وكانت ω(k) خطية على ذلك النطاق الضيق، ستكون فترة التشتت صغيرة، تبعًا للاخطيّة. على سبيل المثال، من أجل موجات الجاذبية للمياه العميقة تكون {\textstyle \omega ={\sqrt {gk}}} وبالتالي vg = vp/2.
ترتكز هذه الفكرة على نمط موجة جر لكيلفن من أجل موجة المقدمة (موجة الصدمة) لجميع السفن والأجسام السابحة. بغض النظر عن السرعة التي يسيرون بها، طالما كانت سرعتهم ثابتة، ستظهر موجة الجر على كل طرف زاوية مقدارها 19.47 درجة = ثلث جيب الزاوية القوسيّ على خط التنقل.

### الاشتقاق
أحد اشتقاقات سرعة الزمرة هو كالتالي.
اعتبر حزمة موجية كدالة لموضع x وزمن t حيث t: α(x,t).
ولتكن A(k) هي تحويل فورييه لها في الزمن t = 0،
{\displaystyle \alpha (x,0)=\int _{-\infty }^{\infty }dk\,A(k)e^{ikx}.}
حسب مبدأ التراكب، ستكون حزمة الموجة في أي وقت t هي:
{\displaystyle \alpha (x,t)=\int _{-\infty }^{\infty }dk\,A(k)e^{i(kx-\omega t)},}
حيث ω دالة ضمنية ل k.
افترض أن الحزمة الموجية α أحادية اللون (ذات موجة واحدة)،بالتالي تبلغ A(k) ذروتها حول عدد موجي مركزي k0.
ثم، بالاستخطاط:
{\displaystyle \omega (k)\approx \omega _{0}+\left(k-k_{0}\right)\omega '_{0}}
حيث:
{\displaystyle \omega _{0}=\omega (k_{0})} و {\displaystyle \omega '_{0}=\left.{\frac {\partial \omega (k)}{\partial k}}\right|_{k=k_{0}}}
وبعد إضافة بعض الحيل الجبرية يكون لدينا:
{\displaystyle \alpha (x,t)=e^{i\left(k_{0}x-\omega _{0}t\right)}\int _{-\infty }^{\infty }dk\,A(k)e^{i(k-k_{0})\left(x-\omega '_{0}t\right)}.}
هناك عاملان لهذه العبارة، العامل الأول {\displaystyle e^{i\left(k_{0}x-\omega _{0}t\right)}}، يصف حزمية موجية أحادية اللون مثالية بمتجه موجي k0، بقمم وقيعان تتحرك بسرعة طور {\displaystyle \omega _{0}/k_{0}} ضمن منحنى التغير في قيمة الحزمة الموجية.
العامل الآخر هو:
{\displaystyle \int _{-\infty }^{\infty }dk\,A(k)e^{i(k-k_{0})\left(x-\omega '_{0}t\right)}}
ويدل على منحنى التغير في قيمة الحزمة الموجية. تعتمد دالة منحنى التغير هذه على الموضع والزمن فقط عبر التوافقية {\displaystyle (x-\omega '_{0}t)}.
وبالتالي يسير منحنى التغير في قيمة الحزمة الموجية بسرعة:
{\displaystyle \omega '_{0}=\left.{\frac {d\omega }{dk}}\right|_{k=k_{0}}~,}
ما يفسر معادلة سرعة الزمرة.

### الشروط عالية الرتبة في التشتت
جزء من الاشتقاق السابق هو متتالية تايلور:
{\displaystyle \omega (k)\approx \omega _{0}+(k-k_{0})\omega '_{0}(k_{0})}
إذا كان للحزمة الموجية انتشار واسع نسبيًا للتردد الموجي، أو إن امتلك التشتت ω(k) متغيرات حادة (بسبب الرنين مثلًا)، أو في حال سافرت الحزمة الموجية لمسافات بعيدة، لا يعود هذا الافتراض صالحًا، وتصبح الشروط عالية الرتبة في متسلسلة تايلور مهمًا.
كنتيجة لذلك، لا يتحرك منحنى التغير في قيمة الحزمة الموجية فقط، بل يتشتت أيضًا، إلى حد يمكن وصفه ب«تشتت سرعة الزمرة». باستفاضة، تتحرك عناصر تردد مختلفة من الحزمة الموجية بسرعات مختلفة، بحيث تتحرك العناصر الأسرع باتجاه مقدمة الحزمة، والأبطأ باتجاه الخلف. أخيرًا، تصبح الحزمة الموجية منتشرة. يعد هذا تأثيرًا مهمًا في امتداد الإشارة عبر الألياف البصرية وفي تصميم الليزر عالي الطاقة قصير النبض.

### التاريخ
طُرحت فكرة سرعة الزمرة واختلافها عن سرعة الطور من قبل عالم الرياضيات الإيرلندي ويليام هاملتون عام 1839، وعُولجت لأول مرة من قبل جون ويليام ريليه في «نظرية الصوت» التي كتبها عام 1877.

### صيَغ أخرى
من أجل الضوء، يتعلق كل من معامل الانكسار n وطول الموجة في الفراغ λ0 وطول الموجة في الوسط λ بالعلاقة:
{\displaystyle \lambda _{0}={\frac {2\pi c}{\omega }},\;\;\lambda ={\frac {2\pi }{k}}={\frac {2\pi v_{p}}{\omega }},\;\;n={\frac {c}{v_{p}}}={\frac {\lambda _{0}}{\lambda }},}
حيث سرعة الطور هي vp = ω/k
وبالتالي يمكن حساب سرعة الزمرة عبر أي من المعادلات التالية:
{\displaystyle {\begin{aligned}v_{g}&={\frac {c}{n+\omega {\frac {\partial n}{\partial \omega }}}}={\frac {c}{n-\lambda _{0}{\frac {\partial n}{\partial \lambda _{0}}}}}\\&=v_{p}\left(1+{\frac {\lambda }{n}}{\frac {\partial n}{\partial \lambda }}\right)=v_{p}-\lambda {\frac {\partial v_{p}}{\partial \lambda }}=v_{p}+k{\frac {\partial v_{p}}{\partial k}}.\end{aligned}}}

## ضمن الأبعاد الثلاثة
من أجل الموجات التي تسافر ضمن ثلاثة أبعاد، مثل الأمواج الضوئية والصوتية وموجات المادة، تُعمم معادلات سرعة الطور وسرعة الزمرة كالتالي:
بعد واحد: {\displaystyle v_{p}=\omega /k,\quad v_{g}={\frac {\partial \omega }{\partial k}},\,}
ثلاثة أبعاد: {\displaystyle \mathbf {v} _{p}={\hat {\mathbf {k} }}{\frac {\omega }{|\mathbf {k} |}},\quad \mathbf {v} _{g}={\vec {\nabla }}_{\mathbf {k} }\,\omega \,}
حيث:
{\displaystyle {\vec {\nabla }}_{\mathbf {k} }\,\omega }
تشير إلى تدرج التردد الزاوي ω كدالة متجه الموجة {\displaystyle \mathbf {k} } و {\displaystyle {\hat {\mathbf {k} }}} متجع الوحدة في الاتجاه k.
في حال انتشار الموجة عبر تباين اتجاهي (وسط لاتناظري التناوب)، مثل الكريستال، سيشر كل من متجه سرعة الطور ومتجه سرعة الزمرة بتجاهات مختلفة.

## في الأوساط الفقودة أو المربحة
تعرف سرعة الزمرة غالبًا بكونها السرعة التي تُحمَل في الطاقة أو المعلومات على طول الموجة. هذا الكلام دقيق في أغلب الحالات، ويمكن الإشارة إلى سرعة الموجة بكونها سرعة إشارة تشكيل موجي. ولكن لا تبقى هذه الفكرة صحيحة في حال مرور الموجة عبر وسط فقود أو مربح.في هذه الحالات، قد لا تكون سرعة الزمرة كمية محددة جيدًا، وقد لا تكون كمية ذات معنى.
في نصه «انتشار الأمواج في الهياكل الدورية»، شرح الفيزيائي الفرنسي ليون برويون أنه في الأوساط المُبَدِدة تتوقف سرعة الزمرة عن امتلاكها معنى فيزيائي واضح. من الأمثلة على ذلك انتقال الأمواج الكهرومغناطيسية عبر غاز ذري. مثال آخر عن الموضوع هي الأمواج الميكانيكية في الكرة الشمسية: تتخامد الموجات نتيجة إشعاع التدفق الحراري من القمم إلى القيعان، وتبعًا لذلك، غالبًا ما تكون سرعة الطقة أقل بشكل كبير من سرعة الزمرة الموجية.
رغم هذا الالتباس، طريقة شائعة لتوسيع مفهوم سرعة الزمرة إلى الوسائط المعقدة هو تخيّل محاليل موجية مستوية مبددة مكانيًا داخل الوسط، والتي يُعبر عنها باستخدام متجه موجة عُقدي مركّب. وبذلك، يُتجاهل الجزء التخيلي من متجه الموجة وتُطبق المعادلة المعتادة لسرعة الزمرة على الجزء الحقيقي من متجه الموجة، مثال:
{\displaystyle v_{g}=\left({\frac {\partial (\operatorname {Re} k)}{\partial \omega }}\right)^{-1}.}
أو بشكل مكافئ، في حالة الجزء الحقيقي من معامل الانكسار n = n+iκ، يصبح لدينا:
{\displaystyle {\frac {c}{v_{g}}}=n+\omega {\frac {\partial n}{\partial \omega }}.}
يمكن إثبات استمرار ارتباط هذا التعميم لسرعة الزمرة بالسرعة الظاهرية لذروة الحزمة الموجية. التعريف المذكور سابقًا ليس شاملًا، مع ذلك: قد يخطر لنا بدلًا من ذلك أخذ وقت تبدد الموجات الموقوفة في عين الاعتبار (الجزء الحقيقي k والتخيلي ω)، أو، السماح لسرعة الزمرة بأن تكون كمية عقدية مركبة. تُعطي الاعتبارات المختلفة سرعات متباينة، إلا أن جميع التعريفات تتوافق في حالة الوسط الفقود أو المربح.
يمكن لتعميم سرعة الزمرة للأوساط المعقدة المذكور أعلاه أن يأخذ منحى غريب، ولعل مثال التشتت غير المنتظم يرسم فكرة واضحة حول الفكرة. عند حواف منطقة التشتت غير المنتظم، تصبح {\displaystyle v_{g}} لا نهائية (متجاوزة حتى سرعة الضوء في الفراغ)، ويمكن لـ{\displaystyle v_{g}} أن تتحول ببساطة إلى قيمة سالبة ضمن حزمة التشتت غير المنتظم.

## هوامش
- ملاحظة 1 المرادفات: سرعة الزمرة [13] أو السرعة الجماعية [14]